# Lithophane ingrica
Lithophane ingrica är en fjärilsart som beskrevs av Herrich-Schäffer 1850. Lithophane ingrica ingår i släktet Lithophane och familjen nattflyn. Inga underarter finns listade i Catalogue of Life.